# ATP Challenger Delray Beach
Der ATP Challenger Delray Beach (offiziell: Delray Beach Challenger) war ein Tennisturnier, das 1997 einmal in Delray Beach, Florida, stattfand. Es gehörte zur ATP Challenger Tour und wurde im Freien auf Hartplatz gespielt.

## Liste der Sieger

### Einzel
| Jahr | Sieger      | Finalgegner | Ergebnis |
| ---- | ----------- | ----------- | -------- |
| 1997 | Todd Martin | Eyal Ran    | 6:2, 6:0 |

### Doppel
| Jahr | Sieger                     | Finalgegner                  | Ergebnis |
| ---- | -------------------------- | ---------------------------- | -------- |
| 1997 | Michael Sell Kevin Ullyett | Oren Motevassel Daniele Musa | 6:3, 6:3 |